# HD35361
HD35361 є хімічно пекулярною зорею спектрального класу
A2 й має видиму зоряну величину в смузі V приблизно  9,8.

## Пекулярний хімічний вміст
Зоряна атмосфера HD35361 має підвищений вміст 
Cr
.